# Scotolemon
Scotolemon is een geslacht van hooiwagens uit de familie Phalangodidae.
De wetenschappelijke naam Scotolemon is voor het eerst geldig gepubliceerd door Lucas in 1860. 

## Soorten
Scotolemon omvat de volgende 13 soorten:
- Scotolemon balearicus
- Scotolemon claviger
- Scotolemon doriae
- Scotolemon espanoli
- Scotolemon jaqueti
- Scotolemon krausi
- Scotolemon lespesi
- Scotolemon lucasi
- Scotolemon navaricus
- Scotolemon piochardi
- Scotolemon reclinatus
- Scotolemon roeweri
- Scotolemon terricola